# نوستوئی
نوستوئی (یونانی: Νόστοι Nóstoi، به معنی لغوی «بازگشت به خانه») که همچنین به عنوان «بازگشت‌ها» یا «بازگشت‌های یونانیان» شناخته می‌شود، یک شعر حماسی گمشده از ادبیات یونان باستان است. این اثر بخشی از «دوره حماسی» یا «دایره تروایی» بود که داستان‌های قهرمانان آکیایی را روایت می‌کند که پس از پایان جنگ تروآ به یونان باز می‌گردند. داستان نوستوئی به طور زمانی بعد از «ایلیوپرسیس» (تخریب ایلیوم) و پیش از «ادیسه» قرار دارد.
نویسنده نوستوئی نامشخص است؛ نویسندگان باستان این شعر را به طور مختلف به آگیاس (قرن هشتم قبل از میلاد)، هومر (قرن هشتم قبل از میلاد) و ایوملوس از کورینت (قرن هشتم قبل از میلاد) نسبت داده‌اند (برای اطلاعات بیشتر به شاعران دوره حماسی مراجعه کنید). این شعر شامل پنج کتاب از اشعار به وزن هگزامتر داکتیلیک بود.